# Irmtraut Wäger
Irmtraut Wäger (* 29. August 1919 in Rastenburg, Ostpreußen; † 2. Oktober 2014 in München) war eine deutsche Entwicklungshelferin und Menschenrechtlerin, die sich in erster Linie für die tibetischen Flüchtlinge in Indien und Nepal engagierte. In den Jahren 1984–2009 war sie Erste Vorsitzende des Vereins Deutsche Tibethilfe e. V., der sich unter ihrer Leitung zu einer der weltweit größten Hilfsorganisationen für tibetische Flüchtlinge entwickelte.

## Kindheit und Jugend
Sie wurde als viertes Kind eines Rittergutbesitzers 1919 in Rastenburg (Ostpreußen) geboren. Durch Todesfälle und wirtschaftliche Schwierigkeiten infolge der Weltwirtschaftskrise verarmte die Familie in den 1930er Jahren. Im Zweiten Weltkrieg arbeitete sie in einem Krankenhaus in Königsberg und las erste Bücher über Tibet, unter anderem die Reiseberichte von Sven Hedin. Zum Kriegsende erlebte sie 1944 die Flucht und Vertreibung und sie kam über Peenemünde und Detmold schließlich nach München.

## Nachkriegszeit
Nach dem Krieg arbeitete Irmtraut Wäger u. a. als Akkordarbeiterin und später als Büroangestellte bei Siemens in München. 1969 zog sie mit ihren beiden Söhnen in eine Zweizimmerwohnung in der Mauthäuslstraße in München. Diese Wohnung, die sie bis zu ihrem Tode bewohnte, wurde später legendär, da sich dort einerseits von 1993 bis 2009 der Vereinssitz und die Geschäftsstelle der Deutschen Tibethilfe e.V. (DTH) befanden und andererseits sogar Tendzin Gyatsho, der 14. Dalai Lama, sie dort besuchte. Zuvor und danach war der Sitz der DTH in Hamburg. 

## Engagement für die Tibeter
Ihr Engagement für die Tibeter konnte Irmtraut Wäger erst ab dem Alter von 60 Jahren nach ihrer Pensionierung voll entfalten. Mit einem Lotto-Gewinn ermöglichte sie dem späteren namhaften Tibetologen Detlef-Ingo Lauf (* 1936) eine Studienreise nach Indien. Lauf vermittelte ihr ein erstes Patenkind, einen älteren tibetischen Mönch. Im Jahr 1974 unternahm sie selbst ihre erste Reise nach Indien. Dieses Land faszinierte sie sehr und sie knüpfte erste Kontakte. Im Jahr 1979 reiste Irmtraut Wäger zum zweiten Mal nach Indien. Im Laufe der Jahre konnte sie eine Reihe von Menschen für das Schicksal der Tibeter interessieren, darunter Hermann Gmeiner, den Begründer der SOS-Kinderdörfer. Nach ihrer Pensionierung reiste sie nahezu jährlich nach Indien und Nepal und besuchte die dortigen tibetischen Flüchtlingssiedlungen, um sich ein Bild über die Lage vor Ort und die im Rahmen der Deutschen Tibethilfe vermittelten Patenschaften zu machen. Nach jedem Aufenthalt besuchte sie den Dalai Lama in seinem Exil in Dharamsala und berichtete ihm von den Zuständen in den indischen tibetischen Flüchtlingssiedlungen.
Für ihr Engagement wurde sie im Jahr 1986 mit dem Bundesverdienstkreuz und im Jahr 2004 durch den Dalai Lama mit dem Preis „Light of Truth“ (Licht der Wahrheit) ausgezeichnet.